# Diplocephalus longicarpus
Diplocephalus longicarpus es una especie de araña araneomorfa del género Diplocephalus, familia Linyphiidae, orden Araneae. La especie fue descrita científicamente por Simon en 1884.

## Descripción
Los cuerpos del macho y la hembra miden 2,5 milímetros de longitud.

## Distribución
Se distribuye por Francia.